# Candu

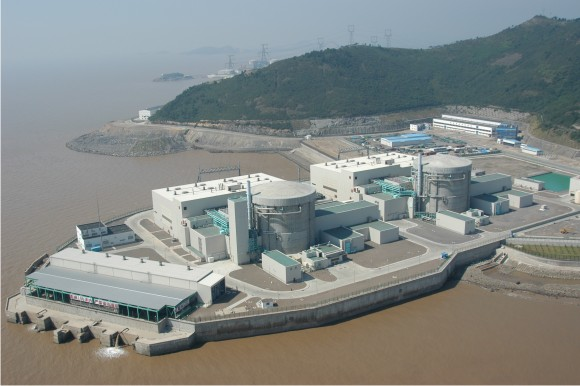
Reatores 1 e 2 da fase III de Qinshan, localizadas em Zhejiang China (30.436° N 120.958° E): dois reatores CANDU 6. Note que a instalação é essencialmente duas usinas separadas, inerente ao design do CANDU 6.

CANDU (sigla para Canadian Deuterium Uranium) é um modelo canadense de reator de água pesada pressurizada (PHWR) para a produção de energia elétrica. Ao contrário da maioria dos reatores nucleares do mundo, que usam a combinação água leve urânio enriquecido, o Candu usa combinação água pesada e urânio natural. O principal usuário deste tipo de reator é o Canadá, sendo que também na Índia e Argentina existem reatores nucleares deste tipo gerando energia.

## Vantagens do Candu
A grande vantagem deste tipo de reator é que ele usa urânio natural, que é mais barato que urânio enriquecido. Este tipo de reator, além de usar um combustível mais barato, ainda dispensa totalmente o enriquecimento de urânio.

## Desvantagens do Candu
Os reatores nucleares PWR adotados pelo Brasil (todas as duas usinas atômicas) e que geram cerca de 70% da energia atômica do mundo, seguem na liderança das vendas e o Candu e todos os demais reatores a água pesada não passam de cerca de 10% das usinas atômicas do mundo. O BWR, o GCR e outros tipos de reatores nucleares tem, cerca de 20% das usinas atômicas do mundo.
Existe como desvantagem primeira deste tipo de reator: o fato dele usar água pesada que custa cerca de US$1 mil por litro, com o uso de milhares de litros de água pesada por reator Candu. enquanto o PWR e o BWR usam água comum, como moderador. Em segundo lugar, o fator de carga, ou seja, o tempo em que a usina atômica de fato gera energia é cerca de 61%, contra cerca de 77% dos PWR adotados pelo Brasil.O custo final da energia elétrica deste tipo de reator é maior que nos PWR e BWR. Também este tipo de reator gera mais lixo atômico, por energia elétrica produzida, que os reatores PWR adotados pelo Brasil.
Os problemas de custo da energia, maior geração de lixo atômico por eletricidade produzida e o fato do Canadá não ter o poder político dos Estados Unidos resultaram em reduzidas vendas para este tipo de reator no mundo.